# شاگرد فروشنده
شاگرد فروشنده (انگلیسی: The Counter Jumper) یک فیلم کمدی صامت کوتاه آمریکایی به کارگردانی لری سمون است که در سال ۱۹۲۲ منتشر شد. از بازیگران این فیلم می‌توان به اولیور هاردی، لری سمون، لوسیل کارلایل، ویلیام مک‌کال، ویلیام هابر، اوا تاچر، آل تامپسون و جو راک اشاره کرد.